# Charlie Day
Charles Peckham Day (ur. 9 lutego 1976 w Nowym Jorku) – amerykański aktor, scenarzysta oraz producent telewizyjny i filmowy.

## Życiorys

### Wczesne lata
Urodził się w Nowym Jorku jako syn Mary (z domu Peckham), nauczycielki fortepianu w The Pennfield School w Portsmouth, i doktora Thomasa Charlesa Daya, profesora historii muzyki w Salve Regina University w Newport. Jego rodzina była pochodzenia włoskiego (ze strony dziadka ojca), irlandzkiego, angielskiego i walijskiego. Dorastał w Middletown, w stanie Pensylwania. Uczęszczał do Merrimack College, gdzie był graczem w baseball. Przeniósł się potem do Los Angeles. 

### Kariera
Po debiucie kinowym w horrorze Obozowe opowieści przy ognisku (Campfire Stories, 2001) z Jamie-Lynn DiScala wystąpił jako Michael Boscorelli w pięciu odcinkach serialu NBC Brygada ratunkowa (Third Watch, 2001, 2002, 2004).
Napisał scenariusz do sitcomu U nas w Filadelfii (It's Always Sunny in Philadelphia, 2005-2006), w którym zagrał bezrobotnego, sfrustrowanego trzydziestolatka, który nie radzi sobie z życiem..

### Życie prywatne
4 marca 2006 ożenił się z Mary Elizabeth Ellis. Mają syna Russella Wallace.

## Wybrana filmografia

### Filmy
- 2000: Mary i Rhoda (Mary and Rhoda, TV) jako dziecko
- 2000: The Summer of My Deflowering
- 2001: Late Summer (film krótkometrażowy) jako Trevor
- 2001: Campfire Stories jako Joe
- 2002: Bad Company: Czeski łącznik (Bad Company) jako Stoner
- 2002: Romans po sąsiedzku (Love Thy Neighbor) jako Video Clerk
- 2003: Luis jako Richie
- 2010: Stosunki międzymiastowe (Going the Distance) jako Dan
- 2011: Szefowie wrogowie (Horrible Bosses) jako Dale Arbus
- 2013: Uniwersytet potworny (Monsters University) jako Art (głos)
- 2013: Pacific Rim jako dr Newt Geiszler
- 2014: LEGO: Przygoda (The Lego Movie) jako Benek (głos)
- 2015: W nowym zwierciadle: Wakacje jako Chad
- 2016: Hollarsowie jako Jason
- 2017: Ustawka (Fist Fight) jako Andy Campbell
- 2018: Pacific Rim: Rebelia jako dr Newton Geiszler

### Seriale TV
- 2001, 2002, 2004: Brygada ratunkowa (Third Watch) jako Michael Boscorelli
- 2001: Prawo i porządek (Law & Order) jako Jeremy
- 2004: Posterunek w Reno (Reno 911) jako Inbred Twin
- 2005–: U nas w Filadelfii (It's Always Sunny in Philadelphia) jako Charlie Kelly
- 2012: Saturday Night Live jako kongresmen Fenton Worthington Carrey
- 2012: Amerykański tata jako Meth Head (głos)